# PP-91衝鋒槍
PP-91 KEDR（俄語：ПП-91 Кедр；KEDR即“雪松”的俄語）是一種俄羅斯製的衝鋒槍，其原型槍最早於1970年代出現，但投產型卻在1990年代才推出並正式服役。

## 概述
PP-91由SVD狙擊步槍的設計者葉夫根尼·德拉貢諾夫（Евгений Драгунов）研製，為一種易於生產的擊發調變衝鋒槍。該槍以反沖作用原理及閉鎖式槍栓方式運作，這種設計比起使用開放式槍栓的槍械有著更高的精確度。其供彈具為20或30發容量的雙排彈匣，槍上的可摺式槍托可用作減低後座力。
PP-91全槍均由衝壓鋼板製作而成，槍身重約3.5磅。其快慢機位於機匣右邊，並能夠切換到半自動和全自動兩種射擊模式，在全自動模式時的理論射速約為800發／分鐘。其射程介乎於150—300英呎之間。與許多現代衝鋒槍一樣，PP-91也能夠裝上激光瞄準器和抑制器。

## 衍生型
- PP-71：原型槍，於1969—1972年曾被蘇聯國防部測試，此型號並沒有投產。

- PP-91-01 Cedar-B：裝有內部抑制器的版本，發射9×18毫米馬卡洛夫手槍彈（英语：9×18mm Makarov）。

- PP-9 Klin：於1996—2002年間為俄羅斯內務部生產的型號，發射9×18毫米馬卡洛夫手槍彈（英语：9×18mm Makarov）。由於採用了更強的彈藥，所以該版本比起原版有著更優秀的彈道性能，但卻比原版更重。

- PP-919 CEDAR-2：於1994—1996年研製的型號，發射9毫米魯格彈。該版本是針對聯邦稅警服務而特別研製的。

- PKSK-10：發射9×17毫米手槍彈的半自動型，使用10發彈匣供彈，該版本是專為私人保安公司而設。

- ERC-9 Korsak：使用長槍管和發射9×21毫米手槍彈的半自動原型槍，主要是打算提供給平民用作休聞射擊及狩獵用途。

- PST Corporal：使用10發彈匣和發射10×23毫米手槍彈的半自動型。

- PDT-9T Captain：使用10發彈匣和發射9毫米非致命槍彈的半自動型。

- PDT-13t Captain-3：使用10發彈匣和發射.45口徑非致命槍彈的半自動型。

- Cedar-MD：只發射空包彈的型號。

## 使用國
- - 特種部隊單位
- 俄羅斯
  - 俄羅斯聯邦內務部
  - 俄羅斯聯邦安全局
  - 俄羅斯聯邦國家近衛軍
  - 俄羅斯聯邦麻藥管制局（英语：Federal Drug Control Service of Russia）
  - 俄羅斯聯邦司法部
  - 俄羅斯聯邦法警局

## 登場作品

### 電影
- 2016年—：由吉米（沙托·科普利飾演）在摩托車上所使用。

### 動畫
- 2009年—《DARKER THAN BLACK—流星之雙子》：由符拉迪沃斯托克的俄羅斯聯邦安全局特種部隊和俄羅斯警察所使用，其中一枝被主角「黑」所繳獲。
- 2014年—《ALDNOAH.ZERO》：由地球聯合軍的士兵使用。

### 電子遊戲
- 2014年—《合同戰爭》
- 2016年—《逃離塔科夫》：登場型號為PP-91 Kedr、PP-91-01 Kedr-B和Klin PP-9。

## 外部連結
维基共享资源上的相關多媒體資源：PP-91衝鋒槍
- 官方頁面
- Kedr PP-91 / Klin PP-9 submachine gun - Modern Firearms（页面存档备份，存于）
- 槍炮世界—KEDR／KLIN（页面存档备份，存于）

## 另見
- PP-90折疊式衝鋒槍
- PP-90M1衝鋒槍
- PP-93衝鋒槍
- PP-19野牛衝鋒槍
- PP-19-01勇士衝鋒槍
- PP-2000衝鋒槍
- OTs-02柏樹衝鋒槍